# Bagger 293

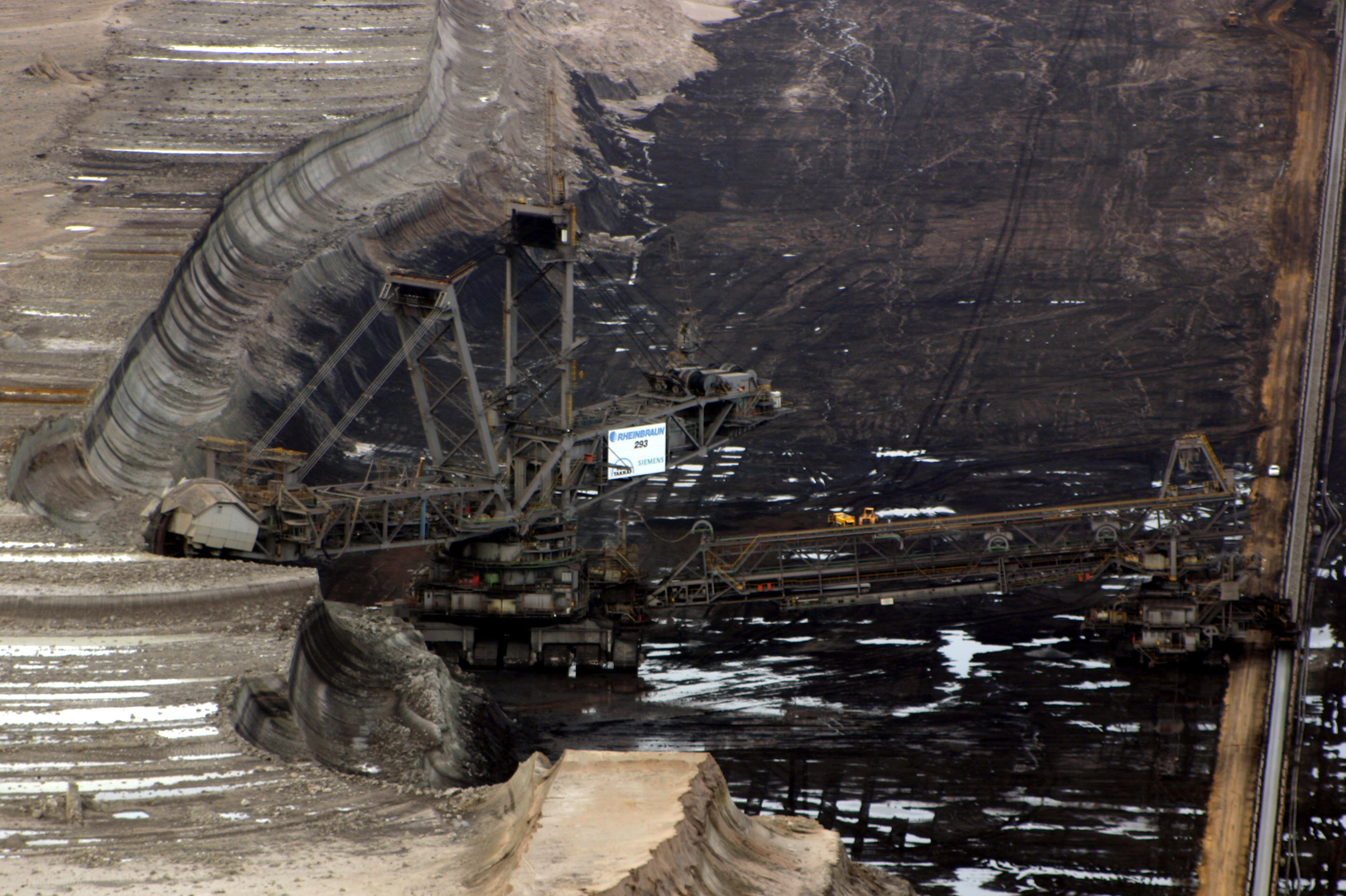
Bagger 293 trabajando en una mina en Alemania.

La Bagger 293, antes conocido como MAN TAKRAF RB293, es una excavadora de rueda  gigante fabricada por la empresa industrial alemana TAKRAF, anteriormente Kombinat de Alemania del Este.
Se usa en una mina de carbón cerca de Hambach en Alemania. Se llama Bagger 293 por su propietario actual, RWE Power AG (el segundo mayor productor de energía de Alemania).

## Estadísticas
La Bagger 293 tiene 93 metros de alto, 225 metros de largo y pesa 14.200 toneladas. Ha aparecido en el Record Guinness como el vehículo más grande y pesado del mundo. Requiere de cinco personas para su operación.